# Фалин, Дмитрий Константинович
Дмитрий Константинович Фа́лин (1917—1993) — помощник командира стрелкового взвода 158-го гвардейского стрелкового полка 51-й гвардейской стрелковой дивизии 6-й гвардейской армии 1 Прибалтийского фронта, гвардии старший сержант.

## Биография
Родился 25 октября (7 ноября) 1917 года в Воронеже. Окончил 7 классов, школу ФЗУ. Работал слесарем на Воронежском заводе имени Коминтерна.
В РККА с 1938 года. Окончил школу младших командиров. На фронте в Великую Отечественную войну с 1941 года. Член ВКП(б) с 1944 года.
Помощник командира стрелкового взвода 158-го гвардейского стрелкового полка гвардии старший сержант Дмитрий Фалин в числе первых 3 июля 1944 года ворвался в город Полоцк Витебской области Белоруссии. По горевшему мосту гвардии старший сержант Фалин переправился со взводом через реку Западная Двина и в рукопашном бою отбил вражескую контратаку. Бойцы взвода сражались до подхода подкрепления, уничтожив до взвода противников.
Указом Президиума ВС СССР от 24 марта 1945 года за образцовое выполнение боевых заданий командования и проявленные при этом мужество и героизм младшему сержанту Фалину Дмитрию Константиновичу присвоено звание Героя Советского Союза с вручением ордена Ленина и медали «Золотая Звезда».
После войны Д. К. Фалин демобилизован. Жил в Воронеже. Окончил Воронежскую областную партийную школу. Работал начальником цеха в фирме «Работница». Скончался 7 августа 1993 года. Похоронен на Коминтерновском кладбище.

## Награды
- Герой Советского Союза (24.3.1945);
- орден Ленина (24.3.1945);
- орден Отечественной войны I степени (11.3.1985);
- орден Отечественной войны II степени (2.6.1945);
- медали.